# Paduánszki szvéti Anton ino krűh sziromákov
Paduánszki szvéti Anton ino krűh sziromákov (Sveti Anton Padovanski ter kruh siromakov) je kratek molitvenik v prekmurščini iz leta 1898. Avtor je martjanski učitelj in kantor Jožef Pustaj. Izdala in natisnila ga je tiskarna Béle Wellischa v Monoštru. Pustajev molitvenik je prevod madžarskega molitvenika Istvána P. Soósa Páduai Szent Antal (1890).
Kruh Svetega Antona Padavanskega je vrsta miloščine, ki je prišla v navado najprej v Toulonu v Franciji.
Ali ka je teda té zse vecskrát naprej prineseni „krűh sziromákov” … Dopovejmo nyemi zacsétek. 1890. leta márciusa 12-ga za rána je Bouffier goszpodicsina nej mogla odprejti dveri szvoje baute, lakat sze je pokvárjla. Poszlala je k sószidi po sloszara, steri je edno cejlo vöro delao zóbszton. Gda je zse z vszejmi szvojimi klűcsi zóbszton probao lakat odprejti, domó je só po sprelice, z sterimi je gori steo vtrgnoti dveri. Dokecs je domó hodo sloszar, goszpodicsina szi je etak premislávala v szebi:

– Probala bom, obecsam szvétomi Antoni za sziromáke krüh; kapa csi lehko odprémo te dveri brezi toga, ka bi je gor moglí vtgrnoti?

Med tejm je prisao sloszar z szvojim deticsom vréd. Goszpodicsina je právica k mestri:

– Obecsála szam szvétomi Antoni krűh za sziromáke. Proszim nyih goszpon mester, escse ednók naj probajo z klűcsi; lehko pa odprémo dvéri?…

Kak szo prvi klűcs ednók obrnoli v lakáti, lakat sze je fájn odprla. – Od etoga dnéva máo sze Bouffier goszpodicsina ino nyéni znáci, v kastécs máli nyihovi nevólaj tüdi, vszigdár k szvétomi Antoni obracsali. Nyihova molitev je nej glüha vüha najsla.